# Das Philosophenschiff

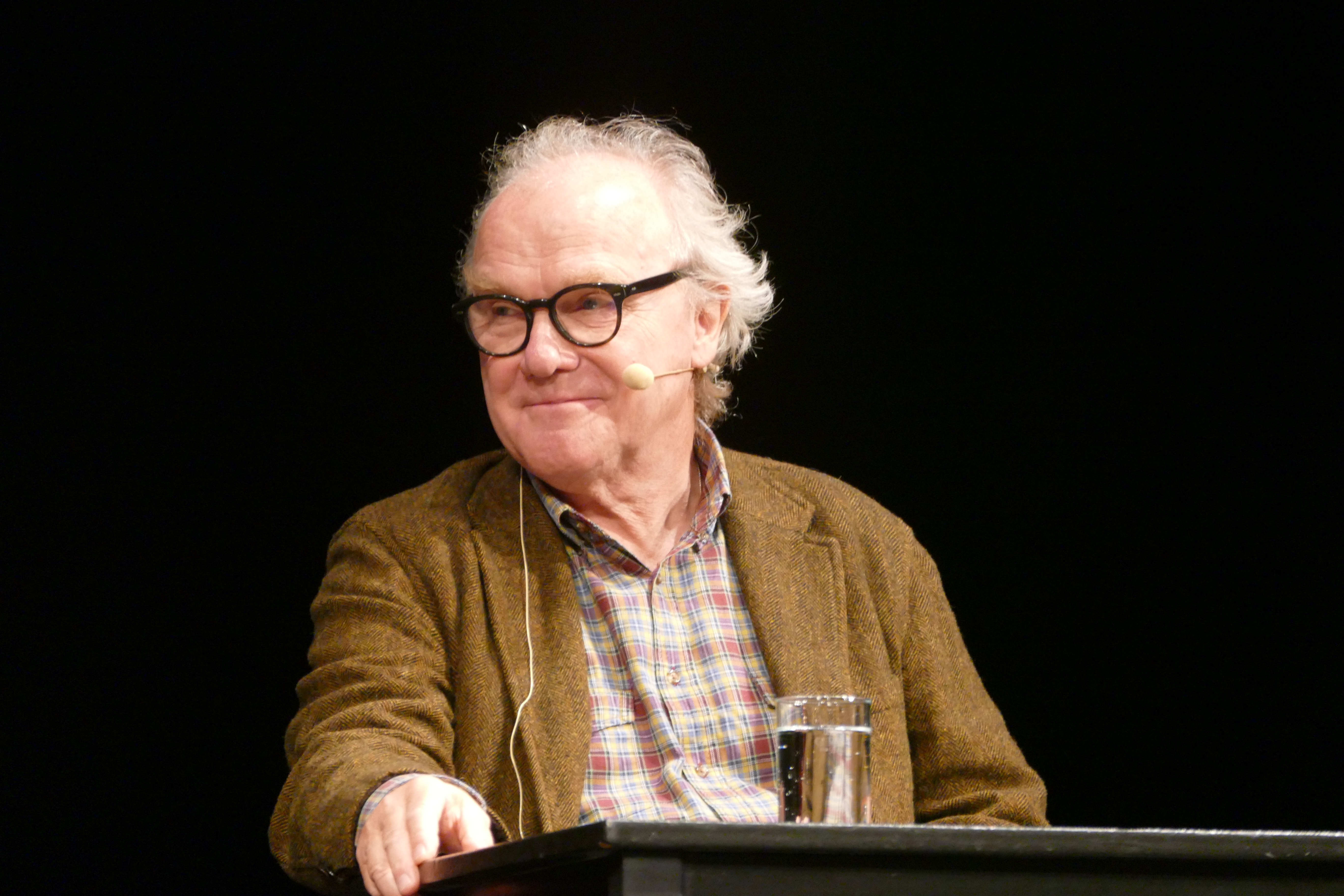
Michael Köhlmeier (1921)

Das Philosophenschiff ist der Titel eines 2024 erschienenen historischen Romans von Michael Köhlmeier. Die hundertjährige Architektin Perleman-Jacob erzählt einem Schriftsteller die teils surrealistische Geschichte ihrer Ausbürgerung 1922 aus dem bolschewistischen Russland und thematisiert die Gefahren ideologischer Radikalisierung und unkontrollierter Machtstrukturen.

## Inhalt
Im Romanaufbau wechseln Rahmen- und Binnenhandlung miteinander ab.
Die Rahmenhandlung spielt im Mai 2008: Der Erzähler wird zu einem Abendessen im Palais Eschenbach in Wien zu Ehren des hundertsten Geburtstags der weltberühmten Architekturprofessorin Anouk Perleman-Jacob eingeladen und erhält am Tag darauf von ihr den Auftrag, einen Roman über ihr Leben zu schreiben (1. Kap.).

### Die dritte Lebensbeschreibung
Zwei Biographien gibt es schon mit den Etappen ihres Lebens: geboren 1908 in Sankt Petersburg als jüdische Akademikertochter eines Architekturprofessor und einer Ornithologin, 1910 als kleines Kind mit Vater und Mutter in Paris im Beziehungs-„Kuddelmuddel“ der russischen Künstlerszene, 1922 mit den Eltern aus Russland verbannt, 9 Jahre Exil in Berlin, 1931 Suizid der Eltern, Architekturstudium, Professur, Planung von Arbeitersiedlungen in den 1950er Jahren in Europa und in den 1970er Jahren, durch den Gewerkschaftssekretär George Meany unterstützt, in Amerika. Ausweisung, weil eine mit ihr befreundete Studentin der Universität Corpus Christi in Texas an Aktionen der linksradikalen Untergrundorganisation Weathermen beteiligt war. Vermutlich kannte man ihre Mitgliedschaft in der Kommunistischen Partei Österreichs von 1957 bis 1968.
Das neue Werk soll ein anderes, persönliches Profil haben. Dazu empfängt Frau Perleman-Jakob den Schriftsteller an mehreren Tagen und erzählt ihm, neben vielen Beispielen aus der russischen Bürgerkriegszeit und der Herrschaft von Lenins Bolschewiki, schwerpunktmäßig die in der ersten Romanhälfte geschilderte Geschichte ihrer Ausweisung im Jahr 1922, als sie 14 Jahre alt war. Sie reflektiert über die Gründe der Verbannung, zumal ihre Eltern früher Sympathisanten Lenins und der Bolschewiki, aber nicht politisch aktiv waren. Perleman erklärt die Paranoia der Bolschewiken, in Gedichten nach verschlüsselten Botschaft für die Konterrevolutionäre zu suchen, am Beispiel eines Symbolismus-Gedichts von Alexander Blok Vielleicht, vermutet sie, hat der Geheimdienst die Freundschaften ihrer Eltern mit russischen Intellektuellen und Dichtern während ihres Pariser Aufenthalts 1910 (3. 5. Kap.) herausgefunden und sie als potentielle Mitwisser ihrer Attentate verdächtigt. Drei von ihnen wurden später in Russland politisch aktiv, positionierten sich als Regimegegner und beteiligten sich an Anschlägen, bzw. wurden solcher Aktionen beschuldigt und hingerichtet: Boris Sawinkow kämpfte für die Weiße Armee und emigrierte 1922 nach Paris (3. Kap.). Nikolai Gumiljow wurde 1921 unter dem Vorwurf der Beteiligung an einer konterrevolutionären Verschwörung von Bolschewisten liquidiert (5. Kap.). Der Dichter Leonid Kannegiesser erschoss 1918 den Geheimdienst-Chef Urizki und wurde hingerichtet. Leonids und Anouks Eltern waren in Paris und auch in St. Petersburg miteinander befreundet. Der Ingenieur Ioakim Kannegiesser und seine Frau, die Ärztin Rosa Lwowna, waren in Perlemans Erinnerung, im Unterschied zur Historie, Passagiere auf dem Philosophenschiff und begingen dort Selbstmord.

### Das Geisterschiff
Perlemans zentrale Geschichte beginnt mit der Verbannung: Nach einigen Verhören teilen Geheimpolizisten 1922 der Familie Perleman mit, sie würden „als eine Art Gnade der Regierung“, doch ohne konkrete Begründung, des Landes verwiesen (3. Kap.), und bringen sie im Petersburger Hafen an Bord eines der sogenannten Philosophenschiffe (4. Kap.).
Die Erlebnisse der 14-jährigen Anouk während der Seereise werden in der zweiten Romanhälfte beschrieben. Für sie ist diese Zeit lebensprägend. Als „romantischer Balg“ verliebt sie sich in den jungen Dichter Leonid. Dessen Exekution verändert ihr Leben: „Die Romantik habe ich mir aber schnell abgewöhnt, oder soll ich sagen, die ist mir abgewöhnt worden“. Auch ihr Vater ist desillusioniert: „Wir sind tot. Nichts an uns wird jemals sein, wie es war, nichts an uns wird je wieder lebendig werden. Wir kommen in ein Land, dessen Sprache wir nicht verstehen, wir treffen auf Menschen, die uns nicht haben wollen, die uns misstrauen, die uns die Schuld geben an allem, was in ihrem Leben nicht gut ist“. Nach neun Exiljahren in Berlin haben Anouks Eltern keine Hoffnung mehr auf ihre Rehabilitation durch Stalin und in das in „Leningrad“ umbenannte Sankt Petersburg wollen sie auch nicht zurückkehren. So beenden sie ihr Leben durch Suizid.
Auf der Ostsee entwickelt sich die phantastische Geschichte eines Geisterschiffes mit den surrealen Auftritten zweier prominenter Politiker: Die kleine, 10-köpfige Reisegruppe wird auf einem geheimnisvollen, für den Transport von 2000 Passagieren ausgestatteten Luxusdampfer zwar in ihrem Bewegungsraum auf das 3. Klasse-Deck eingeschränkt, aber gut versorgt (4. Kap.). Die Mannschaft bleibt für sie unsichtbar.

### Surreale Begegnungen
Nach eintägiger Fahrt hält das Schiff im Finnischen Meerbusen auf offener See an und nach 5 Tagen bringt ein Kutter einen kranken Mann im Rollstuhl auf das 1. Klasse-Deck. Anouk durchforscht das Schiff und trifft auf den neuen Passagier, der sich ihr als der durch ein Attentat und einen Schlaganfall halbgelähmte Lenin vorstellt (14. Kap.). In mehreren Nächten besucht sie den Machthaber, der für ihre Deportation und den Tod vieler Freunde und ihres geheimen Geliebten Leonid Kannegiesser verantwortlich ist, unterhält sich mit ihm, verschweigt ihm aber aus Angst ihre Gedanken, weil sie sich in seiner Macht fühlt. Er ist unsicher, ob das mit einer Leiter an der Außenwand zu ihm hochgekletterte Mädchen nur eine Einbildung ist, er fühlt seine Hilflosigkeit und denkt darüber nach, ob das Kind ihn erwürgen würde (17. Kap.). Seiner Meinung nach könnte sie die Situation seiner Wehrlosigkeit nutzen, denn nach seinem Menschenbild gibt es nur eine Ur-Macht: die Macht zu töten. Davon würden sich alle Arten von Macht ableiten.
Nach einigen Tagen hält das Schiff wieder an und der Kutter bringt Lenins Nachfolger an Bord (18. Kap.). Bei ihrem letzten Besuch auf dem Oberdeck verfolgt Anouk die Abschlussszene. Der neue Herrscher versichert, Lenin werde nicht mehr gebraucht, aber die Russen würden ihn in Zukunft als Helden verehren. Dann rechnet er mit ihm ab: Er habe in seiner Utopie einen neuen Menschen, der die Freiheit wünsche, schaffen wollen und in seiner Lehre, die offiziell erhalten bleibe, das Volk falsch eingeschätzt. Er werde dies korrigieren: „[D]u hast vor mir gewarnt. Ich sei grob, hast du gesagt. Ja das bin ich […] ich bin wie die Millionen. Mit einem Unterschied. Ich kann zuschlagen […] weil die Millionen mir ihre Fäuste leihen. Sie vertrauen mir ihre Fäuste und ihre Freiheit an. Die Freiheit bedeutet ihnen nichts und vor ihren eigenen Fäusten fürchten sie sich. Ich nehme die Bürde ihrer Freiheit auf mich. Und leihe mir als Gegenleistung ihre Fäuste. Und wenn ich die schrecklichen Dinge tue, die Millionen werden mich dafür nicht verurteilen und nicht weniger lieben, denn ich tue es in ihrem Namen. Auch sie werden schreckliche Dinge tun, aber sie werden dabei kein schlechtes Gewissen haben, denn sie tun sie in meinem Namen. Wir tauschen unsere Namen. Das ist alles.“ Er küsst Lenin, der ihm nicht widerspricht, auf die Stirn und ein zweiter Mann wirft den Kranken mit seinem Rollstuhl ins Wasser.

### Rahmenhandlungen
Unterbrochen werden die Erzählungen Frau Perlemans durch Erholungs- und Informationstage (z. B. 10. 13. 15. Kap.), in denen der Schriftsteller die Ton-Aufzeichnungen auswertet, in der Staatsbibliothek über die Historie recherchiert und mit ihren Bekannten spricht: mit ihrer amerikanischen Freundin Alice Winegard und Dr. Mahler, dem Präsidenten des Österreichischen Ingenieur- und Architektenverein. In die Rahmenerzählung eingeschaltet sind auch Erinnerungen des Schriftstellers an thematisch ähnliche Ereignisse, wie sie Perleman in Russland erlebt hat: Die Erfahrungen seines Kommilitonen Carlo, der nach seinem Austritt aus dem KBW von Genossen abgeholt wird und in einem Wald bei Frankfurt erschossen werden soll (13. Kap). Dies korrespondiert mit dem im Kapitel davor geschilderten Angsterlebnis der 10-jährigen Anouk beim Anblick eines von den Bolschewiki gepfählten Mannes und mit ihren Berichten von Erschießungen von Regimegegnern und nicht angepassten Intellektuellen vor der Abfahrt des Schiffes sowie mit einer grotesken Situation bei einem abendliche Spaziergang während ihrer Gastprofessur in Texas (6. Kap).

## Form
Im Romanaufbau wechseln Rahmen- und Binnenerzählung ständig miteinander ab.
- Die Rahmenhandlung spielt im Mai 2008: Der Schriftsteller Michael, der mit seiner Frau Monika in Vorarlberg wohnt, besucht die berühmte 100-jährige Architektur-Professorin Anouk Perleman-Jacob kurz vor deren Tod in Wien, um Materialien für einen Roman über ihr Leben zu sammeln. Er recherchiert in der Staatsbibliothek über die Historie und spricht mit ihren Bekannten über sie. In den Binnenerzählungen schildert die Jubilarin ihr Leben mit dem Schwerpunkt auf die Verbannung aus Russland im Jahr 1922, als sie 14 Jahre alt war.
- In die Rahmenerzählung eingeschaltet sind Erinnerungen des Erzählers an thematisch ähnliche Ereignisse, wie sie Perleman-Jacob in Russland und später in Amerika erlebt hat, und an die Spannung zwischen Sympathien für kommunistische Organisationen und die Erfahrung mit ihren radikalen Methoden. Dies korrespondiert mit dem Angsterlebnis der 10-jährigen Anouk beim Anblick eines von den Bolschewiki gepfählten Mannes, mit den Beobachtungen der 14-jähren Anouk, wie vor der Abfahrt des Schiffes Regimegegner und nicht angepasste Intellektuellen erschossen wurden.
- Die Lebensgeschichte der Architektin wird nicht linear erzählt. Bei jedem Besuch des Schriftstellers in ihrem Haus in Hietzing setzt sie einen anderen Schwerpunkt, weicht teilweise davon ab und reflektiert auch über andere Themen, z. B. über die Macht der Lyrik in repressiven Systemen und die Paranoia-Kreisläufe der Geheimdienste und ihrer Opfer bei den labyrinthisch-spitzfindig-spekulativen Gedichtinterpretationen (4. Kap.) sowie über das Verhältnis von Wahrheit und Fiktion in den Erinnerungen. In ständigen zeitlichen Rück- und Vorgriffen ergibt sich in der Zusammenfügung der verschiedenen Erzählfäden ein Geschichtsbild des bolschewistischen Russlands nach dem Bürgerkrieg.
- Eingeblendet sind in Perlemans Schilderungen im letzten Romandrittel, als Parallelhandlung, Lenins Erzählungen. Jetzt ist die 14-jährige Anouk die Zuhörerin.
- Der Erzählstil der Protagonistin ist, oft von der Hauptlinie abweichend, teils anekdotenhaft plaudernd, teils „verzettelt“ sie sich in Betrachtungen über Oblomows Langeweile oder die Trost-Funktion der Sexualität in Zeiten des Krieges, die nichts mit Liebe zu tun haben müsse. Auch hat die Hundertjährige Informationslücken, verweigert dem Schriftsteller Antworten oder schiebt sie auf. Immer wieder stellt sie ihre Erinnerungen in Frage, denn sie war zur Zeit des Philosophenschiffes noch ein 14-jähriger „romantischer Balg“ und hat viele Zusammenhänge erst später rekonstruiert.
- Die Handlung und die Protagonisten des Romans sind Fiktion. Allerdings werden historische Personen und Ereignisse, in veränderter, auch  anachronistischer Form und in neuen Kontexten als Bausteine in die Handlung eingefügt, ein von der kanadischen Literaturwissenschaftlerin Linda Hutcheon mit dem Begriff Historiografische Metafiktion bezeichnetes Stilmittel. Die oszillierenden Schwankungen zwischen Historie und Fabel verbindet der Autor mit dem Romankonzeption der poetischen Wahrheit. Geschichte könne man nicht als solche erzählen, sondern nur als Geschichten von Menschen mit ihren Widersprüchen (s. Rezeption).
- Durch die häufig in der Literatur und der Philosophie (s. Schiffbruch mit Zuschauer) verwendete Schiff-Metaphorik eröffnen sich dem Lesepublikum vielfältige Assoziationen zum Totenschiff, Geister- und Phantomschiff, zur Arche Noah.

## Historischer Hintergrund
Die Erinnerungen der fiktiven russischen Architektin Perleman beziehen sich v. a. auf ihre Verbannung 1922, als die Protagonistin 14 Jahre alt war. Es war die Zeit nach der Oktoberrevolution 1917 und dem russischen Bürgerkrieg zwischen der kommunistischen Roten Armee und der heterogenen Weißen Armee, aus dem 1922 die Bolschewiki Lenins als Sieger hervorgingen.
Zur Stabilisierung des Systems verfolgte die Geheimpolizei Tscheka oder GPU politische Gegner aller Richtungen, sperrte sie ein oder liquidierte sie ohne Gerichtsurteil, auch Fraktionen innerhalb des kommunistischen Lagers, wie die Sozialrevolutionäre, wobei sich der Machtkampf zwischen Stalin und Trotzki nach Lenins Tod 1922 bereits abzeichnete. Nicht nur Aktivisten und Attentäter wurden hingerichtet, sondern auch mit ihnen privat verbundene oder denunzierte Personen, die an den Aktionen nicht beteiligt waren. Prophylaktisch verbannte man Andersdenkende, Mitglieder der orthodoxen Kirche, Künstler, Wissenschaftler usw., und ihre Angehörigen, z. B. mit den sogenannten Philosophenschiffen.
Einige historische Widerstandskämpfer werden in Köhlmeiers Roman zu Romanfiguren:
- Boris Sawinkow bekämpfte zuerst als „Sozialrevolutionär“ das zaristische Russland und dann im Bürgerkrieg auf der Seite der „Weißen Armee“ die Bolschewiki. Nach seiner Flucht nach Frankreich 1922 wurde er 1924 nach Moskau gelockt, inhaftiert und stürzte aus einem Fenster im fünften Stock des Lubjanka-Gefängnisses in den Tod.
- Nikolai Gumiljow, ein Hauptvertreter des Akmeismus, engagierte sich im literarischen Leben Russlands. 1921 wurde ihm die Beteiligung an einer konterrevolutionären Verschwörung in Berngardowka bei Petrograd vorgeworfen. Bolschewiki liquidierten ihn.
- Leonid Kannegiesser war Mitglied einer antibolschewistischen Untergrundgruppe. Er erschoss 1918 den Tscheka-Chef Urizki und wurde im selben Jahr hingerichtet. Sein Vater Ioakim, seine Mutter Rosa Lwowna und seine Schwester Jelisaweta kamen nach sofortiger Verhaftung wieder frei. 1921 wurde Ioakim erneut verhaftet. 1924 emigrierte die Familie nach Paris.

Eine besondere Rolle spielt im letzten Romanteil der nach dem Attentat 1918 halbseitig gelähmte Lenin. Als Täterin wurde Fanny Kaplan beschuldigt, die eine Anhängerin der „Sozialrevolutionäre“ war, die Lenin wegen der gewaltsamen Auflösung der konstituierenden Versammlung für „Verräter an der Revolution“ hielt. 1924 starb Lenin an den Folgen seiner Verletzungen.

## Rezeption und Interpretation
Köhlmeiers Roman wurde im Feuilleton wegen seiner zeitübergreifenden sowie aktuellen Themen, aber auch wegen seiner Gestaltungskraft (s. Form) überwiegend positiv rezensiert: Mangold nennt ihn einen fesselnden „Jahrhundertroman“, der die „Kunst des Autors“ demonstriere, seinen Werken eine so „stabile“ wie „originelle“ Architektur zu geben, und „inquisitorisch“ die kommunistische Illusion durchleuchte.

### Thematik und Gegenwartsbezug
Auffermann findet die Beschäftigung mit den Gefahren von Revolution und Macht im fiktionalen Rahmen voll und ganz überzeugend. Der Autor zeichne ein stimmiges Bild vom Scheitern der großen Idee des Kommunismus, auch wenn er Lenin zwei Jahre zu früh sterben lässt. Nach Sternburg gelingt es dem Autor die Grundstruktur des Terrors, der nur mit der Zerstörung des Verstands funktioniere, zu erfassen. Auch gegenwärtige linksradikale Strömungen stelle er dem leninistischen und stalinistischen Terror gegenüber.
Eggers sieht in der Exodus-Geschichte Parallelen zum Ukraine-Krieg und zum Putin-Regime. Nach Jandl fällt in Köhlmeiers Roman auf die schreibenden Theoretiker Lenin und Trotzki, die als Geister die Revolten der späteren europäischen Linken prägten, das allerschlechteste Licht und von der „Geschichte der alten Dame“ führe eine gerade Linie zur Diktatur Wladimir Putins, der sich nicht zuletzt auf Lenin berufe. Wenn es im wirklichen Leben zugehe wie im Roman, stehe der nächste Diktator schon hinter dem jetzigen. Ein kleiner Stoß genüge. Der Rest sei ein Fall für die Fische.
Otte liest Das Philosophenschiff als Abgesang auf die literarische Mode der Autofiktion, zumindest als Aufforderung, sich auch in der Literatur wieder intensiver mit drängenden Themen, etwa mit den Gefahren ideologischer Radikalisierung und des politischen Terrorismus, zu befassen.

### Dichtung und Wirklichkeit
Fast alle Rezensenten beleuchten das Genre der historischen Fiktion und würdigen die virtuos und furios zwischen Historia und Fabula oszillierende Handlung: Die Figur der fiktiven 100-jährigen russischen Architektin Perleman-Jacob sei inspiriert durch biografische Details der Wiener Architektin Margarete Schütte-Lihotzky. Die Protagonistin schildert ihre fiktiven Erlebnisse dem Erzähler, der den gleichen Vornamen wie der Autor trägt.
Köhlmeiers Imagination entzündet sich auf gründlich recherchierter Basis. Viele der im Roman auftauchenden Figuren und Ereignisse sind historisch belegt.
Z. B. gab es sogenannte Philosophenschiffe tatsächlich, um die unliebsame Intelligenzia außer Landes zu bringen: u. a. das Passagierschiff Oberbürgermeister Haken und das Eisenbahnschiff Preußen
Allerdings verändert Köhlmeier oft historische Begebenheiten und baut sie in seine Fiktion ein. Für Eggers bereichern gerade solche fiktionalen Details den Roman und „machen uns Geschichte erst verständlich“.
Die Ausreise-Kapitel entfernen sich am meisten von der Historie und erzählen eine phantastische Geschichte: Die 10-köpfige Reisegruppe wird zwar in ihrem Bewegungsspielraum in der dritten Klasse beschränkt, aber gut versorgt auf einem geheimnisvollen, für den Transport von 2000 Passagieren ausgestatteten Luxusdampfer untergebracht. Die sie überwachende Mannschaft bleibt für sie unsichtbar. Nach eintägiger Fahrt hält das Schiff im Finnischen Meerbusen auf offener See an und nach einigen Tagen bezieht ein Mann im Rollstuhl das 1. Klasse-Deck, der sich der 14-jährigen Anouk als Lenin vorstellt.
Köhlmeier spielt immer wieder mit der Verbindung von Dichtung und Wirklichkeit: Der Schriftsteller „Michael“, mit Anspielungen auf die Biographie des Autors (13. Kap.), wurde von der russischen Jubilarin als Roman-Biograph ausgewählt, weil er als „fabulierend“, d. h. die Grenzen der Wirklichkeit zuweilen überschreitend, gilt: „Sie sind der, dem man glaubt, wenn er lügt, und nicht glaubt, wenn er die Wahrheit sagt.“
Die fiktive Familie Perleman ist mit historischen Personen eng befreundet: Ihr Vater spielt z. B. mit dem Schriftsteller Boris Sawinkow Schach. Das junge Mädchen ist verliebt in den mit der Familie befreundeten antibolschewistisch engagierten Dichter Leonid Kannegiesser, der den Geheimdienst-Chef Uritzki tötete (16. Kap.).
Ihre Eltern sind in Paris in einer Ménage-à-trois-Beziehung mit dem Dichter Nikolai Gumiljow verbunden. Sie hat durch ihr Studium, ihre Professur und ihre Wohnsiedlungsplanung Kontakte zu bekannten Architekten und Auftraggebern, u. a. zum amerikanischen Gewerkschaftssekretär George Meany
Mehrmals wird im Roman von Frau Perleman auf die Unsicherheit von Erinnerungen und den begrenzten Blick eigener Erfahrungen auf die Gesamtsituation hingewiesen: „Nach so vielen Jahren erinnert man sich an Worte und Sätze, die anders waren […] das ganze Gespräch war anders, aber in Wahrheit war es … Was ist Wahrheit …Die Wahrheit ist die Erinnerung an sie.“ Sie erzählt teilweise verschiedene Versionen einzelner Ereignisse, z. B. die Geschichte von Leonids Eltern, und erklärt ihre Lügen damit, wie bei der Pfählung im „Jahr des Entsetzens“, die Wahrheit von sich fernzuhalten. Der Ingenieur Ioakim Kannegiesser und seine Frau, die Ärztin Rosa Lwowna, waren in der Erinnerung der Protagonistin Passagiere auf ihrem Philosophenschiff und begingen dort Selbstmord. Historisch ist dagegen ihre Emigration 1924 nach Paris.
Die Hundertjährige kennt die Vorgeschichte der Ausbürgerung nur indirekt, aus Erzählungen der Eltern. Die fiktive Pariser Ménage-à-trois der Eltern mit dem 24-jährigen Dichter Nikolai Gumiljow ist zeitlich in dessen Biographie eingepasst: Rückkehr von seiner Abessinien-Reise (1909/1910), 1910 Heirat in Petersburg mit Anna Achmatowa. Dass der Dichter Anouks Mutter das Manuskript seines Gedichts Der Sturm geschenkt hat, das sie in ihren Mantel eingenäht mit aufs Schiff nimmt (5. Kap.), erfährt der Schriftsteller allerdings nur als doppelt überlagerte Erinnerungen der alten Architektin und ihrer alten Mutter und zudem noch in Verbindung mit deren Eifersucht auf Gumiljows Frau.
Für den Erzähler stellt sich auf dieser unsicheren Fakten-Basis die Wahrheitsfrage auf der Metaebene des Schriftstellers. Wie kann er, der das Berichtete nicht selbst erlebt hat, ein wahres Bild der Gesamtsituation erstellen? Er ergänzt die Schilderungen durch Recherchen: „Wenn Sie über den spanischen Bürgerkrieg zehn Bücher gelesen haben, wissen Sie besser Bescheid, als wenn Sie daran teilgenommen hätten“. Er entdeckt Widersprüche zwischen der Historie Lenins und Frau Perlemans surrealistischen Erinnerungen und weitere Merkwürdigkeiten in ihren verschiedenen Versionen. Als er sie darauf anspricht, fragt sie ihn, ob er ihr nicht glaube und er antwortet: „Natürlich glaube ich Ihnen. Ich habe sie zitiert. Sie sagten: ‚So redete der mit mir, der behauptete, er sei Lenin‘. Sie haben ihn zitiert, ich zitiere Sie“. Darauf weist sie ihn zurecht: „Sie sollen nicht ein Buch über Lenin schreiben, sondern ein Buch über mich! Und kommen Sie nicht auf die Idee, mich ausdeuten zum wollen!“

### Form
Gelobt werden in den Rezensionen die Verwobenheit der Rahmen- mit der Binnenerzählung, die Durchführung des „Spannungsbogens“ des Romans und der kluge wie elegante Erzählton.
In ständigen zeitlichen Rück- und Vorgriffen ergibt sich ein ganz eigenes Geschichtsbild von der Phase nach der bolschewistischen Revolution, getreu dem Motto aus einem früheren Köhlmeier-Roman, nachdem sich Geschichte nicht als solches, sondern nur als Geschichten von Menschen erzählen lasse. Der Autor habe ein „kunstvoll geflochtenes Gewebe“ vorgelegt, in dem über verschiedene Erzählfäden, die stets zusammenfinden, auch über andere Themen reflektiert wird. Zum Beispiel über die „Macht der Lyrik in repressiven Systemen“ und über das „Verhältnis von Wahrheit und Fiktion“, in der die „Erinnerung ihren eigenen Wahrheitsanspruch“ reklamiert, freilich den der „poetischen Wahrheit“. Diese Reflexionen verbinde der Erzähler, der selbst als Romanfigur auftritt, mit der Auseinandersetzung mit dem eigenen Tun, dem Schreiben. Diese Selbstreflexion lobt auch Gauß: Köhlmeier beherrsche nicht nur die Kunst des Erzählens, sondern thematisiere sie in seinem „durchtriebenen Spiel von Wahrheit und Erfindung“ immer wieder.
Bei der Ausgestaltung des Romans schränken einige Rezensenten ihr Lob ein: Das Philosophenschiff sei ein um viele Ecken erzählter und gedachter Roman, ein essayistisches Spiegelkabinett, in dem es manchmal auch ein bisschen zu viel Dekor gebe. Kröger bemängelt den ausufernden, allzu anekdotischen Stil der Gespräche, der das Lesevergnügen ein wenig mindere.

## Hörbuch
Das Philosophenschiff, ungekürzt (7 h, 17 min.) gelesen von Michael Köhlmeier. Der Hörverlag 2024